# Monte Carlo-Alassio 1994
La Monte Carlo-Alassio 1994, già Nizza-Alassio, dodicesima edizione della corsa, si svolse il 16 febbraio 1995 su un percorso di 175,5 km. La vittoria fu appannaggio dell'italiano Adriano Baffi, che completò il percorso in 4h35'00", precedendo il connazionale Stefano Zanini e l'australiano Phil Anderson.

## Ordine d'arrivo (Top 10)
| Pos. | Corridore            | Squadra                 | Tempo    |
| ---- | -------------------- | ----------------------- | -------- |
| 1    | Adriano Baffi        | Mercatone Uno-Medeghini | 4h35'00" |
| 2    | Stefano Zanini       | Navigare-Blue Storm     | s.t.     |
| 3    | Phil Anderson        | Motorola                | s.t.     |
| 4    | Giuseppe Calcaterra  | Amore & Vita-Galatron   | s.t.     |
| 5    | Gianluca Bortolami   | Mapei-Clas              | s.t.     |
| 6    | Stefano Colagè       | ZG Mobili               | s.t.     |
| 7    | Francesco Frattini   | Gewiss-Ballan           | s.t.     |
| 8    | Francesco Casagrande | Mercatone Uno-Medeghini | s.t.     |
| 9    | François Simon       | Castorama               | s.t.     |
| 10   | Jan Schur            | Motorola                | s.t.     |